# Colpi di fulmine
Pour plus de détails, voir Fiche technique et Distribution.
Colpi di fulmine, est un film italien réalisé par Neri Parenti et sorti en 2012.

## Synopsis
Alberto Benni (Christian De Sica), psychologue, se retrouve par hasard en voiture avec un prêtre chargé de remplacer le curé d'une paroisse qui venait de mourir. Un accident de la route rend le prêtre amnésique. Alberto décide alors de se faire passer pour le prêtre envoyé dans la nouvelle paroisse

## Fiche technique
- Titre : Colpi di fulmine
- Réalisateur : Neri Parenti
- Scénario : Alessandro Bencivenni (it), Domenico Saverni (it), Volfango De Biasi (it), Neri Parenti
- Producteur : Aurelio De Laurentiis, Luigi De Laurentiis
- Producteur exécutif : Maurizio Amati (it)
- Photographie : Tani Canevari
- Scénographie : Giuliano Pannuti
- Effets spéciaux : Maurizio Amati
- Montage : Claudio Di Mauro
- Musique : Claudio Gregori (it), Attilio Di Giovanni
- Costumes : Tatiana Romanoff
- Pays d'origine :  Italie
- Genre : Comédie
- Durée : 104 minutes (1 h 44)
- Dates de sortie : Italie : 13 décembre 2012

## Distribution
- Christian De Sica : Alberto Benni
- Luisa Ranieri : Angela
- Arisa : Tina
- Simone Barbato (it) : Oscar
- Greg (it) : Ermete Maria Grilli
- Lillo (it) : Ferdinando
- Anna Foglietta : Adele Ventresca
- Martine Brochard : Mamma Ermete
- Gina Rovere : Capatrice

## Source de la traduction
- (it) Cet article est partiellement ou en totalité issu de l’article de Wikipédia en italien intitulé « Colpi di fulmine (film) » (voir la liste des auteurs).